# St. Magdalena (Herzogenaurach)

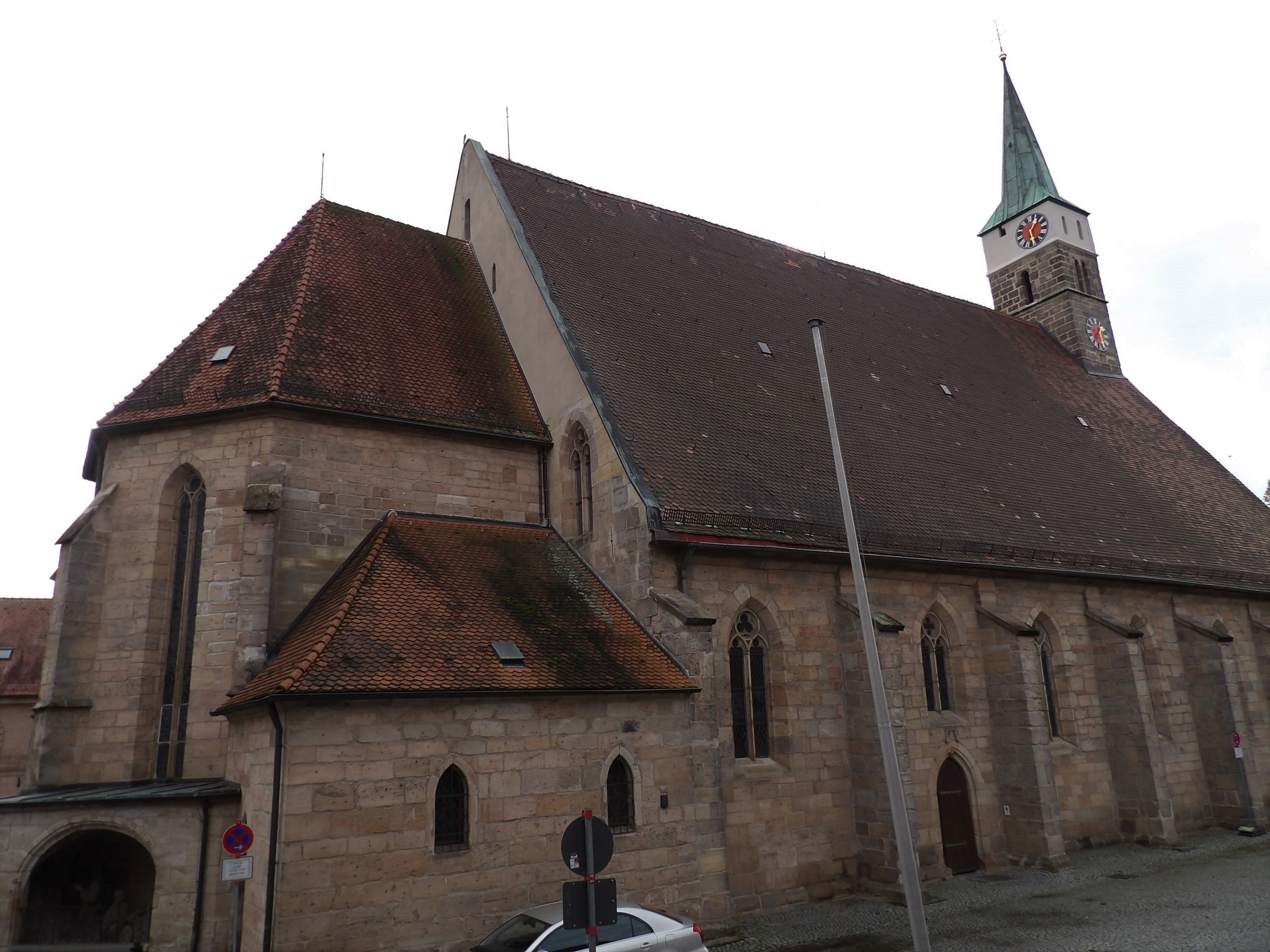
St. Magdalena in Herzogenaurach

Die Stadtpfarrkirche St. Magdalena ist eine römisch-katholische Pfarrkirche in der mittelfränkischen Stadt Herzogenaurach. Das hochgotische Gotteshaus ist die Hauptkirche der Stadt und prägt die Silhouette Herzogenaurachs.

## Lage
Die Pfarrkirche St. Magdalena steht erhöht auf einem Hügel nördlich der Hauptstraße in der historischen Altstadt von Herzogenaurach. An dieser Stelle befand sich vermutlich der alte Königshof Uraha, der als Ursprung der Stadt gilt. Die Stadtpfarrkirche ist vom Kirchenplatz umgeben, der Teil der Fußgängerzone der Herzogenauracher Innenstadt ist und zu dem die Marienkapelle, das Pfarrzentrum St. Magdalena, das kath. Pfarramt, das Stadtmuseum und die Musikschule gehören.

## Geschichte
Auf dem Gelände des Königshofes auf einer Anhöhe über der Aurach gab es bereits im 11. Jahrhundert eine Kapelle, die ursprünglich mit dem Patrozinium des Frankenheiligen Martin von Tours versehen worden war. Dieses romanische Gotteshaus, das ab 1300 unter das Patrozinium der Stadtpatronin Maria Magdalena gestellt wurde, baute man ab Ende des 13. Jahrhunderts zu einer gotischen Kirche aus. Der älteste Teil dieser gotischen Kirche ist der Chor. Ab 1320 wurde der Bau des Langhauses in Angriff genommen und gegen 1400 in hochgotischer Form vollendet. Vollendet wurde der Sakralbau mit dem etwas schmächtig wirkenden Glockenturm am Westgiebel.
Auf der Nordseite der Kirche befinden sich an der Außenmauer Stützpfeiler, die darauf hindeuten, dass der Kirchenbau eigentlich in einer anderen, größeren Form geplant war. Warum dies allerdings nicht so durchgeführt wurde, ist fraglich.
Bis ins 15. Jahrhundert hinein lag die Pfarrkirche noch außerhalb der Stadtmauer und bildete mit der Burg und dem späteren Amtsschloss der Bamberger Amtmänner einen eigenen umwehrten Bereich. Erst als die Stadt wuchs, verlegte man die Stadttore weiter außerhalb und die Kirche rückte in das Stadtzentrum. Bis Mitte des 19. Jahrhunderts war St. Magdalena noch von einem Friedhof umgeben, der erst dann vor die Tore der Stadt verlegt wurde.

## Ausstattung

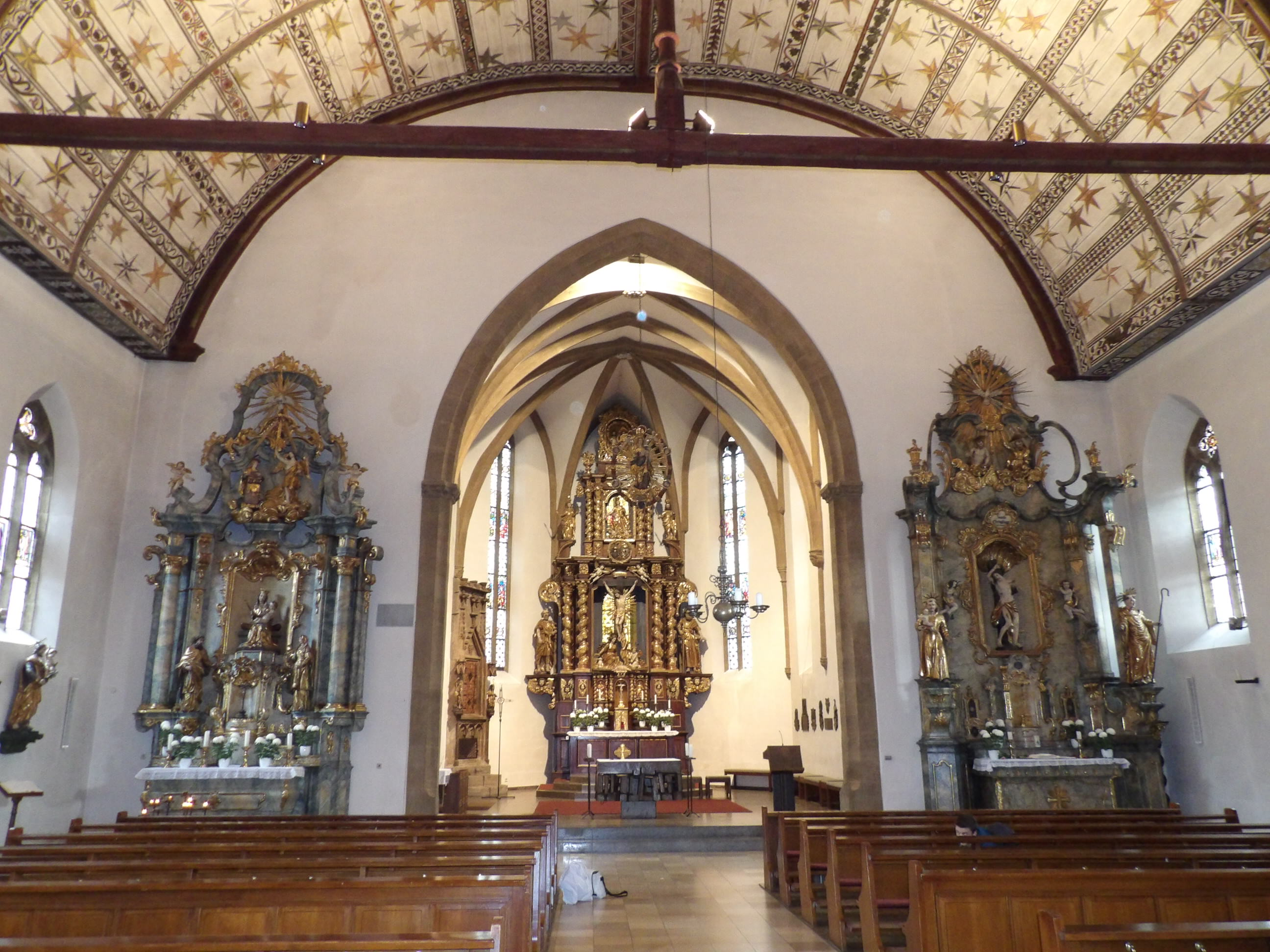
Innenraum der Stadtpfarrkirche

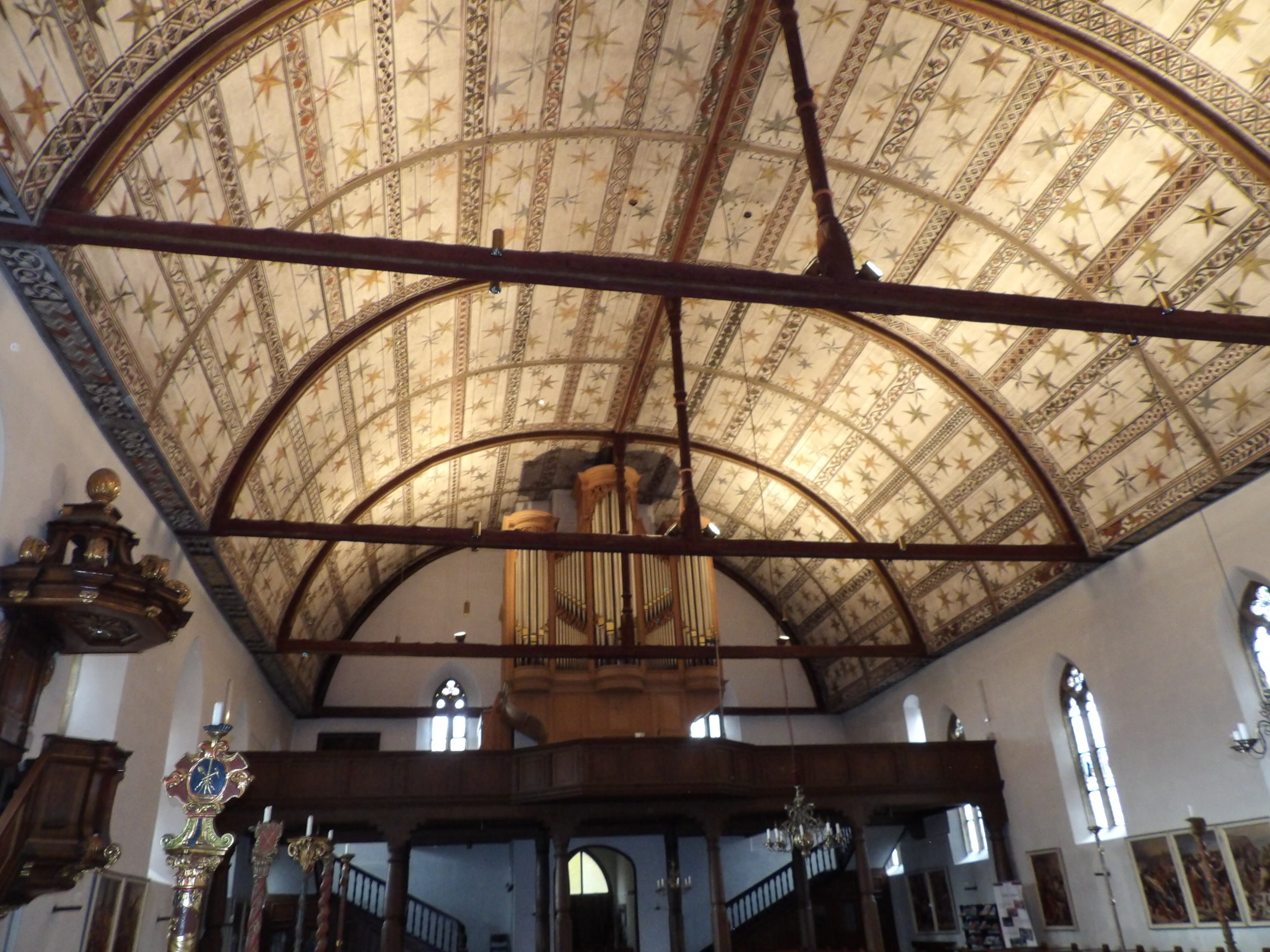
Kirchendecke und Orgel

Der Innenraum der gotischen Kirche ist im barocken Stil eingerichtet. Der Hochaltar zeigt die Kirchenpatronin Maria Magdalena unter dem Kreuz und Figuren der heiligen Apostelfürsten Petrus und Paulus und der Bistumspatrone Heinrich und Kunigunde, bekrönt von einer Dreifaltigkeitsdarstellung. Die beiden Seitenaltäre enthalten Statuen der Mutter Gottes und des heiligen Sebastian. Sehenswert ist auch die Decke des Kirchenschiffes. Das hölzerne Tonnengewölbe trägt eine reiche künstlerische Verzierung mit Sternen.
Im Turm hängen vier Glocken, die größte unter ihnen ist auch die älteste. Diese wurde 1425 gegossen und trägt die Namen der vier Evangelisten. Die nächstgrößere Marienglocke stammt aus dem Jahr 1651 und die beiden kleinen Glocken wurden nach dem Zweiten Weltkrieg neu gegossen. Sie wurden 1947 geweiht und der hl. Magdalena und dem hl. Georg gewidmet.

## Orgel

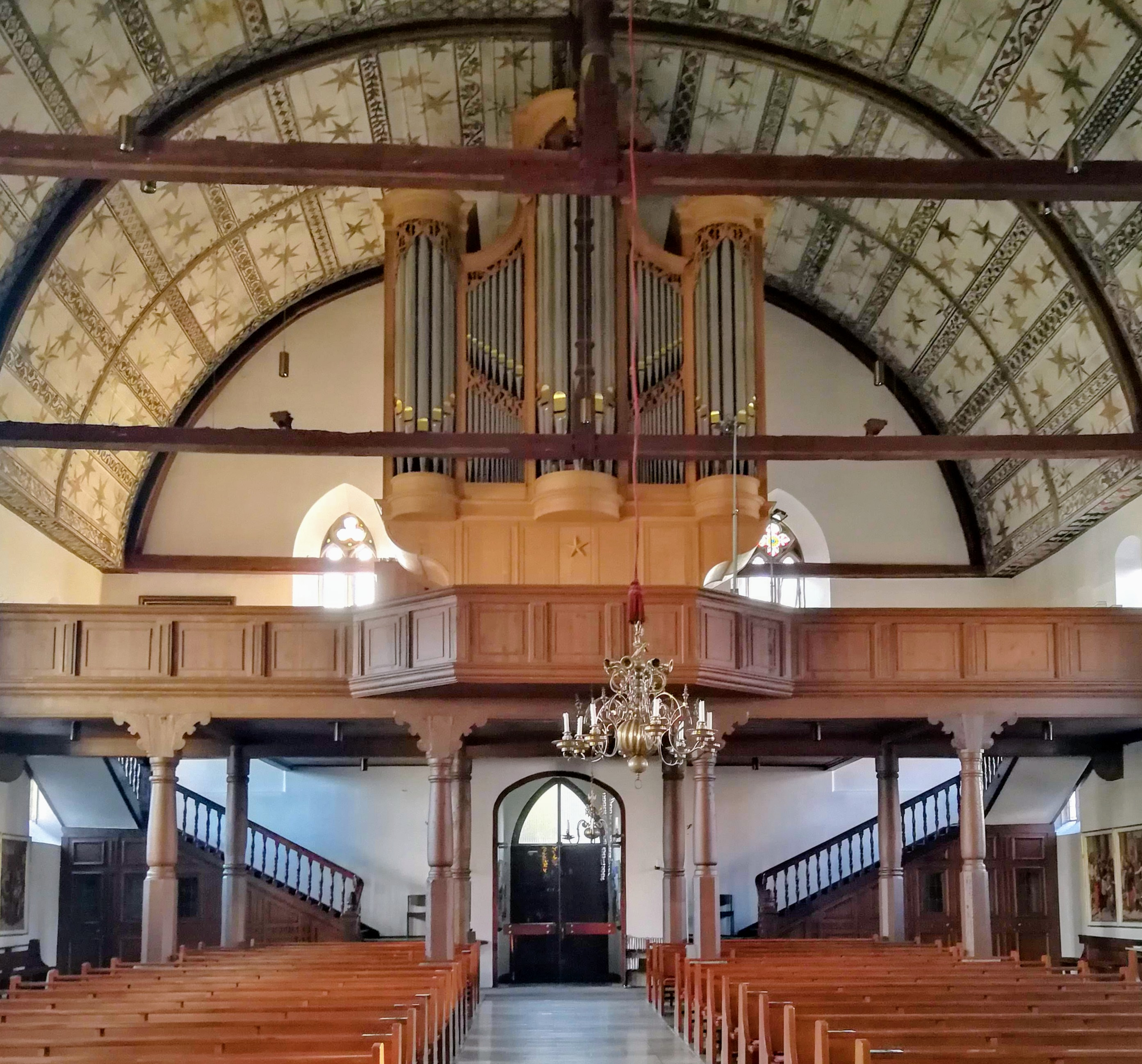
Metzler-Orgel

Die Orgel ist ein Werk der schweizerischen Orgelbaufirma Metzler aus dem Jahr 2002. Sie umfasst 42 Register auf drei Manualen und Pedal. Die Spiel- und Registertrakturen sind mechanisch. Der Bau wurde durch Spenden des ortsansässigen Konzerns Schaeffler ermöglicht. Die Disposition lautet wie folgt:
| I Hauptwerk C–g3 |                   |        |
| 01.              | Principal         | 16′    |
| 02.              | Octave            | 08′    |
| 03.              | Viola             | 08′    |
| 04.              | Hohlflöte         | 08′    |
| 05.              | Octave            | 04′    |
| 06.              | Spitzflöte        | 04′    |
| 07.              | Quinte            | 02 ⁄3′ |
| 08.              | Superoctave       | 02′    |
| 09.              | Cornett V (ab c1) |        |
| 10.              | Mixtur IV–VI      |        |
| 11.              | Fagott            | 16′    |
| 12.              | Trompete          | 08′    |

| II Oberwerk C–g3 |                 |        |
| 13.              | Bourdon         | 16′    |
| 14.              | Suavial         | 08′    |
| 15.              | Gedackt         | 08′    |
| 16.              | Prinzipal       | 04′    |
| 17.              | Salicet         | 04′    |
| 18.              | Rohrflöte       | 04′    |
| 19.              | Octave          | 02′    |
| 20.              | Larigot         | 01 ⁄3′ |
| 21.              | Sesquialtera II |        |
| 22.              | Scharff Larigot | 01 ⁄3′ |
| 23.              | Krummhorn       | 08′    |
| 24.              | Vox humana      | 08′    |
|                  | Tremulant       |        |

| III Schwellwerk C–g3 |              |        |
| 25.                  | Gamba        | 8′     |
| 26.                  | Doppelflöte  | 8′     |
| 27.                  | Voix céleste | 8′     |
| 28.                  | Octave       | 4′     |
| 29.                  | Traversflöte | 4′     |
| 30.                  | Nasard       | 2 ⁄3′  |
| 31.                  | Doublette    | 2′     |
| 32.                  | Terz         | 1 3⁄5′ |
| 33.                  | Trompete     | 8′     |
| 34.                  | Oboe         | 8′     |
| 35.                  | Clairon      | 4′     |
|                      | Tremulant    |        |

| Pedal C–f1 |               |     |
| 36.        | Subbaß        | 32′ |
| 37.        | Holzprinzipal | 16′ |
|            | Principalbass | 16′ |
| 38.        | Subbaß        | 16′ |
| 39.        | Octavbaß      | 08′ |
|            | Viola         | 08′ |
| 40.        | Choralbass    | 04′ |
| 41.        | Bombarde      | 16′ |
|            | Fagott        | 16′ |
| 42.        | Trompete      | 08′ |

- Koppeln: II/I, III/I, III/II, I/P, II/P, III/P

## Gemeinde
St. Magdalena ist heute das Zentrum der gleichnamigen katholischen Pfarrgemeinde und des Seelsorgebereichs Aurachtal-Seebachgrund. Die Pfarrei St. Magdalena, die anfänglich noch nach St. Xystus in Büchenbach (heute Teil von Erlangen) eingepfarrt war, ist spätestens seit 997 ein eigenständiger Pfarrbereich gewesen. Heute leben ca. 6000 Katholiken im Pfarrgebiet.
Zur Pfarrei gehören außerdem noch Liebfrauenkirche in Herzogenaurach, die Filialkirche Mariä Geburt im Stadtteil Haundorf und die Kapelle in Beutelsdorf.
Die Tochtergemeinden St. Otto in Herzogenaurach-West, St. Josef in Herzogenaurach-Niederndorf und St. Josef in Weisendorf sind mittlerweile eigenständige Pfarrgemeinden.